# Lonavala
Lonavala là một thành phố và là nơi đặt hội đồng đô thị (municipal council) của quận Pune thuộc bang Maharashtra, Ấn Độ.

## Nhân khẩu
Theo điều tra dân số năm 2001 của Ấn Độ, Lonavala có dân số 55.650 người. Phái nam chiếm 54% tổng số dân và phái nữ chiếm 46%. Lonavala có tỷ lệ 75% biết đọc biết viết, cao hơn tỷ lệ trung bình toàn quốc là 59,5%: tỷ lệ cho phái nam là 81%, và tỷ lệ cho phái nữ là 69%. Tại Lonavala, 11% dân số nhỏ hơn 6 tuổi.